# Morbus K

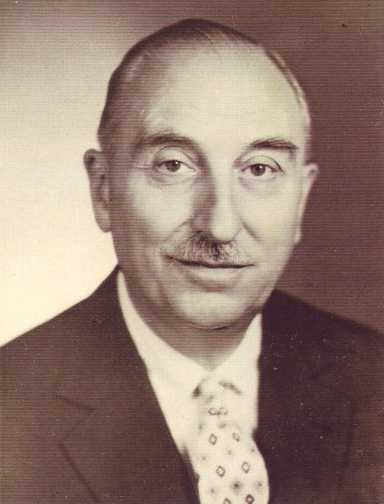
Giovanni Borromeo

Morbus K (ital. il Morbo di K) war die von Dr. Giovanni Borromeo im Zuge der römischen Judendeportationen erfundene Bezeichnung für eine nicht existente Krankheit.
Ab dem 16. Oktober 1943 begannen auch in Rom die Deportationen der italienischen Juden unter dem Kommando von Theodor Dannecker. Das Ghetto Roms war gegenüber der Tiberinsel, auf dem sich auch heute noch das Krankenhaus Ospedale Fatebenefratelli befindet, eine Einrichtung des Ordens der Barmherzigen Brüder vom heiligen Johannes von Gott. Der damalige Prior des Ordens, Bruder Maurizio, bat den Leiter des Krankenhauses, Dr. Giovanni Borromeo, für untergetauchte Juden einen Unterschlupf zu finden. Borromeo brachte 40 bis 50 Juden in Räumen unter, die als „Isolierstation“ bezeichnet wurden. Zu jeder Person wurde eine Krankenakte angelegt, auf der als Krankheit „Morbus K“ verzeichnet stand. Deutsche Kontrolleure interpretierten dies als „Morbus Koch“, mithin Tuberkulose, und ließen die betroffenen Personen in Ruhe.
Die Bezeichnung „Morbus K“ wird als Anspielung Dr. Borromeos aufgefasst, je nach Quelle auf den damaligen Kommandeur der Sicherheitspolizei und des SD in Rom, Herbert Kappler, oder auf Albert Kesselring, den damaligen Oberbefehlshaber der Wehrmacht in Italien.